# زهب هجر الشمالي (حرض)

تعديل مصدري - تعديل

زهب هجر الشمالي هي إحدى قرى عزلة الفج بمديرية حرض التابعة لمحافظة حجة، بلغ تعداد سكانها 632 نسمة حسب تعداد اليمن لعام 2004.